# Politikåret 2012

## Händelser
- 1 januari – Danmark övertar ordförandeskapet i Europeiska unionens råd.
- 1 mars – Sauli Niinistö efterträder Tarja Halonen som Finlands president.[1]
- 6 april – Azawad utropar sig självständigt.[2]
- 1 juli – Cypern övertar ordförandeskapet i Europeiska unionens råd.
- 6 december – Enrique Peña Nieto tillträder som Mexikos president.[3]

## Val och folkomröstningar
- 22 januari och 5 februari – Sauli Niinistö väljs till president i Finland.[4][5]
- Februari – Grekland går till parlamentsval.
- 4 mars – Vladimir Putin väljs till president i Ryssland.[6]
- 22 april – François Hollande väljs om som president i Frankrike.[7]
- 6 & 20 maj – Tomislav Nikolić väljs till president i Serbien.[8]
- 30 juni – Ólafur Ragnar Grímsson väljs om som president på Island.[9]
- 6 november
  - Demokraten Barack Obama väljs om som president i USA.[10]
  - Vid en folkomröstning i Puerto Rico säger 45% av de deltagande ja till att bli en delstat i USA.[11]

## Organisationshändelser
- 6 januari – Jonas Sjöstedt väljs till ny partiledare för Vänsterpartiet efter Lars Ohly.
- 21 januari – De svenska Socialdemokraternas partiledare Håkan Juholt avgår efter knappt tio månader på posten.
- 27 januari – Stefan Löfven väljs till ny partiledare för Sveriges socialdemokratiska arbetareparti.

## Avlidna
- 1 januari – Kiro Gligorov, 94, Makedoniens förste president 1991–1999.
- 9 januari – Malam Bacai Sanhá, 64, Guinea-Bissaus president 1999–2000 och 2009–2012.
- 13 januari – Rauf Denktaş, 87, Nordcyperns förste president 1985–2005.
- 3 februari – Wilhelm Wachtmeister, 88, svensk diplomat, ambassadör i Washington 1974–1989.
- 23 september – Pavel Gratjov, 64, rysk militär och politiker, försvarsminister 1992–1996.

### Fotnoter
1. ↑  ”Finland” (på engelska). World Statesmen. http://www.worldstatesmen.org/Finland.html. Läst 7 november 2012.
2. ↑  ”Azawad” (på engelska). World Statesmen. http://www.worldstatesmen.org/Mali.htm#Azawad. Läst 23 november 2012.
3. ↑  ”December 2012” (på engelska). Rulers. 1 december 2012. http://www.rulers.org/2012-12.html. Läst 24 januari 2013.
4. ↑  ”January 2012” (på engelska). Rulers. http://www.rulers.org/2012-01.html. Läst 9 november 2012.
5. ↑  ”February 2012” (på engelska). Rulers. http://www.rulers.org/2012-02.html. Läst 9 november 2012.
6. ↑  ”March 2012” (på engelska). Rulers. http://www.rulers.org/2012-03.html. Läst 9 november 2012.
7. ↑  ”April 2012” (på engelska). Rulers. http://www.rulers.org/2012-04.html. Läst 9 november 2012.
8. ↑  ”May 2012” (på engelska). Rulers. http://www.rulers.org/2012-05.html. Läst 9 november 2012.
9. ↑  ”June 2012” (på engelska). Rulers. http://www.rulers.org/2012-06.html. Läst 9 november 2012.
10. ↑  ”November 2011” (på engelska). Rulers. Arkiverad från originalet den 28 november 2012. https://web.archive.org/web/20121128105955/http://rulers.org/2012-11.html. Läst 9 november 2012.
11. ↑  ”Puerto Rico” (på engelska). World Statesmen. http://www.worldstatesmen.org/Puerto_Rico.html. Läst 22 november 2012.